# Catalisi enzimatica da ioni metallici
La catalisi enzimatica da ioni metallici può avvenire con diversi meccanismi.
Gli ioni metallici possono funzionare da catalizzatori elettrofili, che stabilizzano la carica negativa di un intermedio di reazione. In modo analogo, uno ione metallico può generare un nucleofilo incrementando l'acidità di una molecola posta nelle vicinanze, come avviene per la molecola di acqua durante l'idratazione dell'anidride carbonica catalizzata dall'anidrasi carbonica. In alcuni casi, lo ione metallico può anche legare direttamente il substrato, incrementando così l'energia di legame.
Questa è la strategia seguita ad esempio dalle nucleoside monofosfato chinasi (dette anche NMP chinasi).